# Perilipina
La perilipina è una proteina presente sulla membrana delle goccioline lipidiche contenute negli adipociti.
La perilipina svolge un ruolo importante nella mobilizzazione e nell'accumulo di grasso, essa agisce come uno strato protettivo per prevenire l'azione di lipasi, come la lipasi ormone-sensibile, che idrolizza i trigliceridi in glicerolo e acidi grassi in un processo chiamato lipolisi.

## Regolazione
La perilipina è fosforilata su 6 residui di Serina dall'enzima PKA dopo stimolazione da parte di recettori beta-adrenergici. La perilipina fosforilata subisce un cambiamento conformazionale, esponendo i trigliceridi accumulati nelle goccioline lipidiche all'azione della lipasi ormone-sensibile.